# Меліоративний провулок
Меліорати́вний прову́лок — зниклий провулок, що існував у Дніпровському районі Києва, місцевість Куликове. Пролягав від Куликовської вулиці до вулиці Остафія Дашкевича.

## Історія
Провулок виник у середині XX століття під назвою Новий. Назву Меліоративний провулок набув 1957 року.
Ліквідований на початку 1980-х років у зв'язку зі знесенням старої забудови колишнього селища Куликове та частковим переплануванням місцевості.